# Српски фудбалски клубови у европским такмичењима 2017/18.
Српски фудбалски клубови у европским такмичењима 2017/18. имали су четири представника:
- Партизан у квалификацијама за Лигу шампиона од другог кола као првак Суперлиге Србије и победник Купа Србије;
- Црвена звезда у квалификацијама за Лигу Европе од првог кола као вицепрвак Суперлиге Србије;
- Војводина у квалификацијама за Лигу Европе од првог кола као трећепласирани тим Суперлиге Србије;
- Младост Лучани у квалификацијама за Лигу Европе од првог кола као четвртопласирани тим Суперлиге Србије.

## Партизан у УЕФА Лиги шампиона

### Друго коло квалификација
| Партизан                           | 2 : 0 Извештај | Будућност Подгорица |
| ---------------------------------- | -------------- | ------------------- |
| Ђурђевић 53’ (пен.) · Леонардо 63’ |                |                     |

| Будућност Подгорица | 0 : 0 Извештај | Партизан |
| ------------------- | -------------- | -------- |
|                     |                |          |

Партизан се укупним резултатом 2:0 пласирао у треће коло квалификација за Лигу шампиона.

### Треће коло квалификација
| Партизан    | 1 : 3 Извештај | Олимпијакос                         |
| ----------- | -------------- | ----------------------------------- |
| Тавамба 10’ |                | Бен Набухане 6’ 56’ · Еменике 90+1’ |

| Олимпијакос                         | 2 : 2 Извештај | Партизан                |
| ----------------------------------- | -------------- | ----------------------- |
| Карсела-Гонсалес 22’ · Фортунис 51’ |                | Сума 33’ · Ђурђевић 85’ |

Олимпијакос се укупним резултатом 5:3 пласирао у плеј-оф Лиге шампиона, док је Партизан такмичење наставио у плеј-офу Лиге Европе.

## Партизан у УЕФА Лиги Европе

### Плеј-оф
| Партизан | 0 : 0 Извештај | Видеотон |
| -------- | -------------- | -------- |
|          |                |          |

| Видеотон | 0 : 4 Извештај | Партизан                                  |
| -------- | -------------- | ----------------------------------------- |
|          |                | Тавамба 6’ · Сума 24’ · Ђурђевић 35’, 87’ |

Партизан се укупним резултатом 4:0 пласирао у групну фазу Лиге Европе.

### Група Б
Партизан је на жребу 25. августа 2017. из трећег шешира сврстан у групу Б.
|    | Екипа        | Игр. | Поб. | Нер. | Пор. | Г+ | Г- | ГР | Бод. |
| -- | ------------ | ---- | ---- | ---- | ---- | -- | -- | -- | ---- |
| 1. | Динамо Кијев | 6    | 4    | 1    | 1    | 15 | 9  | +6 | 13   |
| 2. | Партизан     | 6    | 2    | 2    | 2    | 8  | 9  | -1 | 8    |
| 3. | Јанг бојс    | 6    | 1    | 3    | 2    | 7  | 8  | -1 | 6    |
| 4. | Скендербег   | 6    | 1    | 2    | 3    | 6  | 10 | -4 | 5    |

| Јанг бојс   | 1 : 1 Извештај | Партизан     |
| ----------- | -------------- | ------------ |
| Фаснахт 14’ |                | Јанковић 11’ |

| Партизан                   | 2 : 3 Извештај | Динамо Кијев                           |
| -------------------------- | -------------- | -------------------------------------- |
| Ожеговић 34’ · Тавамба 42’ |                | Мораес 54’ (пен.), 84’ · Бујалскји 68’ |

| Скендербег | 0 : 0 Извештај | Партизан |
| ---------- | -------------- | -------- |
|            |                |          |

| Партизан                | 2 : 0 Извештај | Скендербег |
| ----------------------- | -------------- | ---------- |
| Тошић 39’ · Тавамба 66’ |                |            |

| Партизан                   | 2 : 1 Извештај | Јанг бојс   |
| -------------------------- | -------------- | ----------- |
| Тавамба 12’ · Ожеговић 53’ |                | Нгамале 25’ |

| Динамо Кијев                              | 4 : 1 Извештај | Партизан              |
| ----------------------------------------- | -------------- | --------------------- |
| Морозјук 6’ · Мораес 28’, 31’, 77’ (пен.) |                | Јевтовић 45+4’ (пен.) |

### Шеснаестина финала
Жреб парова шеснаестине финала одржан је 11. децембра 2017. године.
| Партизан    | 1 : 1 Извештај | Викторија Плзењ |
| ----------- | -------------- | --------------- |
| Тавамба 58’ |                | Резник 81’      |

| Викторија Плзењ             | 2 : 0 Извештај | Партизан |
| --------------------------- | -------------- | -------- |
| Крменчик 67’ · Чермак 90+4’ |                |          |

Викторија Плзењ се укупним резултатом 3:1 пласирала у осмину финала Лиге Европе.

## Црвена звезда у УЕФА Лиги Европе

### Прво коло квалификација
| Црвена звезда                       | 3 : 0 Извештај | Флоријана |
| ----------------------------------- | -------------- | --------- |
| Боаћи 45+5’ (пен.), 89’ · Срнић 78’ |                |           |

| Флоријана                            | 3 : 3 Извештај | Црвена звезда                |
| ------------------------------------ | -------------- | ---------------------------- |
| Писани 45+3’ · Веља 78’ · Варела 84’ |                | Боаћи 13’, 70’ · Милијаш 76’ |

Црвена звезда се укупним резултатом 6:3 пласирала у друго коло квалификација за Лигу Европе.

### Друго коло квалификација
| Иртиш Павлодар        | 1 : 1 Извештај | Црвена звезда    |
| --------------------- | -------------- | ---------------- |
| Живковић 90+3’ (пен.) |                | Боаћи 51’ (пен.) |

| Црвена звезда          | 2 : 0 Извештај | Иртиш Павлодар |
| ---------------------- | -------------- | -------------- |
| Доналд 10’ · Срнић 77’ |                |                |

Црвена звезда се укупним резултатом 3:1 пласирала у треће коло квалификација за Лигу Европе.

### Треће коло квалификација
| Црвена звезда         | 2 : 0 Извештај | Спарта Праг |
| --------------------- | -------------- | ----------- |
| Боаћи 13’ · Канга 65’ |                |             |

| Спарта Праг | 0 : 1 Извештај | Црвена звезда |
| ----------- | -------------- | ------------- |
|             |                | Боаћи 19’     |

Црвена звезда се укупним резултатом 3:0 пласирала у плеј-оф Лиге Европе.

### Плеј-оф
| Краснодар                              | 3 : 2 Извештај | Црвена звезда         |
| -------------------------------------- | -------------- | --------------------- |
| Игнатјев 20’ · Класон 46’ · Петров 66’ |                | Срнић 57’ · Пешић 71’ |

| Црвена звезда          | 2 : 1 Извештај | Краснодар            |
| ---------------------- | -------------- | -------------------- |
| Радоњић 7’ · Канга 46’ |                | Гранквист 82’ (пен.) |

Црвена звезда се након укупног резултата 4:4 на основу правила о броју постигнутих голова на гостујућем терену пласирала у групну фазу Лиге Европе.

### Група Х
Црвена звезда је на жребу 25. августа 2017. из четвртог шешира сврстана у групу Х.
|    | Екипа         | Игр. | Поб. | Нер. | Пор. | Г+ | Г- | ГР  | Бод. |
| -- | ------------- | ---- | ---- | ---- | ---- | -- | -- | --- | ---- |
| 1. | Арсенал       | 6    | 4    | 1    | 1    | 14 | 4  | +10 | 13   |
| 2. | Црвена звезда | 6    | 2    | 3    | 1    | 3  | 2  | +1  | 9    |
| 3. | Келн          | 6    | 2    | 0    | 4    | 7  | 8  | -1  | 6    |
| 4. | БАТЕ Борисов  | 6    | 1    | 2    | 3    | 6  | 16 | -10 | 5    |

| Црвена звезда | 1 : 1 Извештај | БАТЕ Борисов |
| ------------- | -------------- | ------------ |
| Радоњић 54’   |                | Сигневич 72’ |

| Келн | 0 : 1 Извештај | Црвена звезда |
| ---- | -------------- | ------------- |
|      |                | Боаћи 30’     |

| Црвена звезда | 0 : 1 Извештај | Арсенал  |
| ------------- | -------------- | -------- |
|               |                | Жиру 85’ |

| Арсенал | 0 : 0 Извештај | Црвена звезда |
| ------- | -------------- | ------------- |
|         |                |               |

| БАТЕ Борисов | 0 : 0 Извештај | Црвена звезда |
| ------------ | -------------- | ------------- |
|              |                |               |

| Црвена звезда | 1 : 0 Извештај | Келн |
| ------------- | -------------- | ---- |
| Срнић 22’     |                |      |

### Шеснаестина финала
Жреб парова шеснаестине финала одржан је 11. децембра 2017. године.
| Црвена звезда | 0 : 0 Извештај | ЦСКА Москва |
| ------------- | -------------- | ----------- |
|               |                |             |

| ЦСКА Москва    | 1 : 0 Извештај | Црвена звезда |
| -------------- | -------------- | ------------- |
| Дзагојев 45+1’ |                |               |

ЦСКА Москва се укупним резултатом 1:0 пласирао у осмину финала Лиге Европе.

## Војводина у УЕФА Лиги Европе

### Прво коло квалификација
| Војводина        | 2 : 1 Извештај | Ружомберок  |
| ---------------- | -------------- | ----------- |
| Малбашић 8’, 21’ |                | Данијел 81’ |

| Ружомберок                          | 2 : 0 Извештај | Војводина |
| ----------------------------------- | -------------- | --------- |
| Ковачевић 67’ (а.г.) · Ј. Масло 87’ |                |           |

Ружомберок се укупним резултатом 3:2 пласирао у друго коло квалификација за Лигу Европе.

## Младост Лучани у УЕФА Лиги Европе

### Прво коло квалификација
| Младост Лучани | 0 : 3 Извештај | Интер Баку                          |
| -------------- | -------------- | ----------------------------------- |
|                |                | Скарлатаке 23’, 41’ · Р. Алијев 75’ |

| Интер Баку                   | 2 : 0 Извештај | Младост Лучани |
| ---------------------------- | -------------- | -------------- |
| Силва Круз 23’ · Хаџијев 74’ |                |                |

Интер Баку се укупним резултатом 5:0 пласирао у друго коло квалификација за Лигу Европе.

## Биланс успешности
|   | Екипа          | Такмичење     | Ута. | Поб. | Нер. | Пор. | ГД | ГП | Домет                    |
| - | -------------- | ------------- | ---- | ---- | ---- | ---- | -- | -- | ------------------------ |
| 1 | Партизан       | Лига шампиона | 4    | 1    | 2    | 1    | 5  | 5  | треће коло квалификација |
|   | Партизан       | Лига Европе   | 10   | 3    | 4    | 3    | 13 | 12 | шеснаестина финала       |
| 2 | Црвена звезда  | Лига Европе   | 16   | 7    | 6    | 3    | 19 | 11 | шеснаестина финала       |
| 3 | Војводина      | Лига Европе   | 2    | 1    | 0    | 1    | 2  | 3  | прво коло квалификација  |
| 4 | Младост Лучани | Лига Европе   | 2    | 0    | 0    | 2    | 0  | 5  | прво коло квалификација  |